# Psaenythia cockerelli
Psaenythia cockerelli är en biart som beskrevs av Holmberg 1921. Psaenythia cockerelli ingår i släktet Psaenythia och familjen grävbin. Inga underarter finns listade i Catalogue of Life.